# Здравко Рајковић
Здравко Рајковић (* 1858, Доњи Милановац—† 1891) је значајна личност на пољу телекомуникација у Србији. Од 1876. године, радио је као практикант начелства алексиначког округа. 1880. је у Београду је завршио Велику школу и почео да ради као телеграфиста. 1889. године је наименован за вршиоца телеграфског комесара, а 1888/89. је предавао електричну телеграфију на поштанско-телеграфској школи. 1890. године је написао књигу „Електрична телеграфија“.